# Tundratandspindel
Tundratandspindel (Erigone psychrophila) är en spindelart som beskrevs av Thörell 1871. Tundratandspindel ingår i släktet Erigone och familjen täckvävarspindlar. Arten är reproducerande i Sverige. Inga underarter finns listade i Catalogue of Life.